# シーフォード支線
シーフォード支線（シーフォードしせん、Seaford branch line）は、イギリスのイースト・サセックス州にある鉄道路線。1864年にニューヘイブン港とシーフォードを結ぶ路線として開業した。

## 路線データ
- 路線距離：12.59 km
- 軌間：1435 mm
- 駅数：5駅（終点駅を含む）
- 複線区間：サウザーハム信号場 - ニューヘイブン・ハーバー駅（英語版）
- 電化区間：全線電化（直流 750 V・第三軌条方式）
- 地上区間：全線

## 歴史
ロンドン・ブライトン・アンド・サウス・コースト鉄道は1847年からニューヘイブンへの貨物路線を運行しており、1864年にはシーフォードへの旅客運行が開始された。かつてのニューヘイブン・ドックには大規模な側線があり、ウーズ川には対岸連絡用の旋回橋もあったが、これらの側線はすでに廃止されておりその多くが撤去されている。
また、かつては鉄道フェリーの連絡駅として繁栄していたニューヘイブン・マリン駅駅は、冬季のフェリー運行がなくなったこととハーバー駅までの利便性が低かったため廃止された。
路線は1935年に第三軌条方式（直流750V）で電化されているが、1975年にはコスト削減のためにニューヘイブン・ハーバー駅以遠が単線化された。

## 沿線概況
路線自体が始まるのはルイス駅だが、運行列車の多くはブライトン駅からイースト・コーストウェイ線を経由してシーフォード支線へ乗り入れる。ルイス駅を出るとサウザーハム信号場でイースト・コーストウェイ線と分岐し、サウスイース駅へ停車する。その後ウーズ川と並走しながらニューヘイブンの中心にあるニューヘイブン・タウン駅へ停車。その後かつては鉄道フェリーと連絡していたニューヘイブン・ハーバー駅へ停車する。ハーバー駅を出ると路線は単線となり、海岸沿いを進んでいく。廃止されたニューヘイブン・マリン駅、ビショップストーン・ビーチ停車場を通過し、ビショップストーン駅へ停車。その後さらに進んで終点シーフォード駅へ至る。

## 運行本数
平日、休日ともにオフピーク時はルイス経由ブライトン行きが毎時2本運行され、そのうち1本はサウスイース駅を通過する。また平日オフピーク時は全ての列車がニューヘイブン・ハーバー駅を通過するが、逆に休日オフピーク時は全列車が停車する。

## 車両
| 系統  | 画像 |
| ----- | ---- |
| 313形 |      |
| 377形 |      |

## 駅一覧
全駅イーストサセックス州に所在。
| 駅名                       | 英称             | 備考                          | 所在地             |
| -------------------------- | ---------------- | ----------------------------- | ------------------ |
| サウスイース駅             | Southease        | オフピーク時は毎時1本のみ停車 | サウスイース       |
| ニューヘイブン・タウン駅   | Newhaven Town    |                               | ニューヘイブン     |
| ニューヘイブン・ハーバー駅 | Newhaven Harbour | 平時はラッシュ時のみ停車      | ニューヘイブン     |
| ビショップストーン駅       | Bishopstone      |                               | ビショップストーン |
| シーフォード駅             | Seaford          |                               | シーフォード       |